# Fort de Bonne-Espérance
Pour les articles homonymes, voir Bonne-Espérance.
Le fort de Bonne-Espérance (anglais : Castle of Good Hope, néerlandais : Kasteel de Goede Hoop, afrikaans : Kasteel die Goeie Hoop) est un fort en étoile sur le site de la ville du Cap en Afrique du Sud qui fut bâti sur la côte originelle de la baie de la Table, dorénavant au centre de la ville étant donné le terrain gagné sur la mer. 

## Histoire

### La plus ancienne construction européenne d'Afrique du Sud

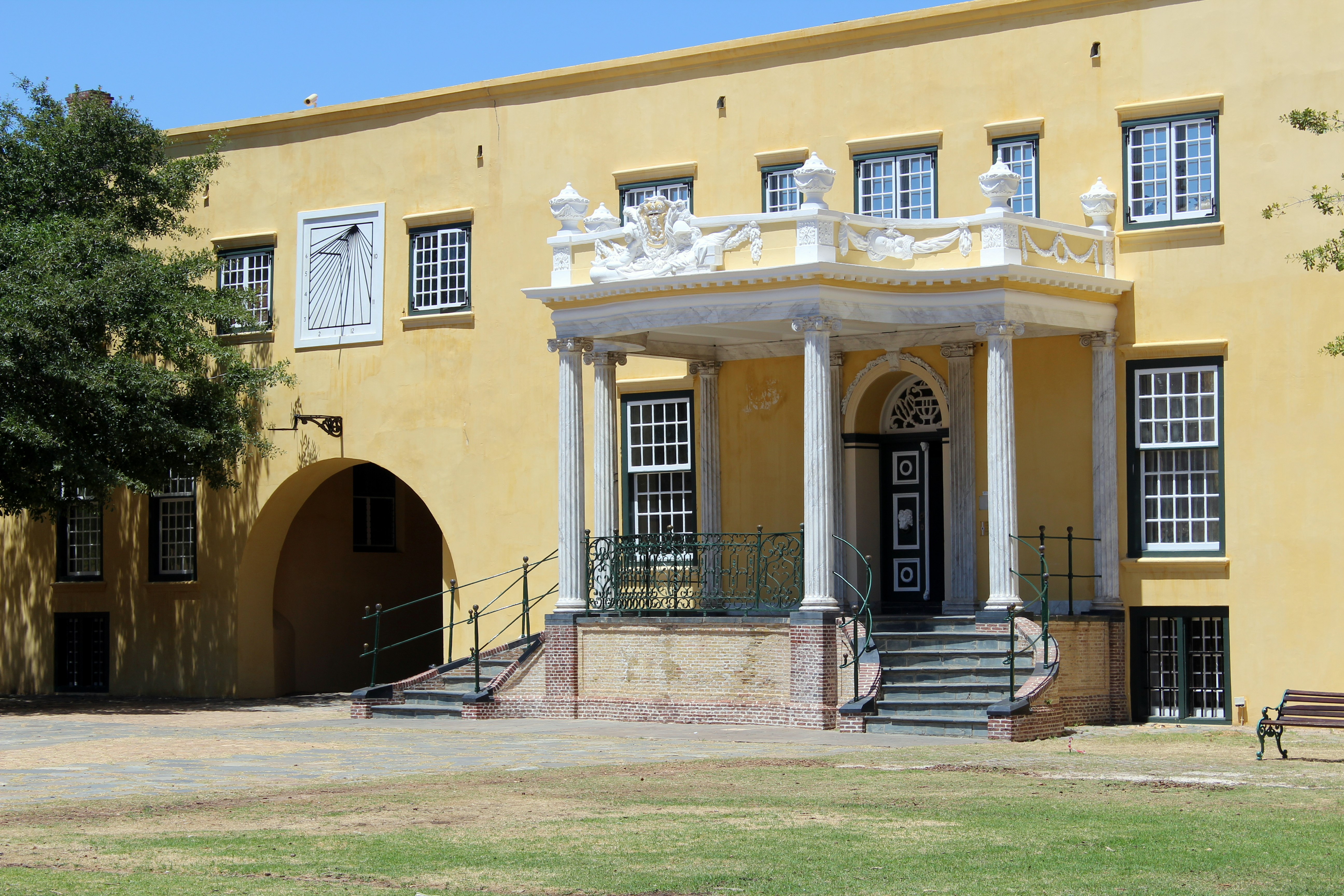
Le Kat Balcony dans le fort

Bâti par la Compagnie néerlandaise des Indes orientales entre 1666 et 1679, le fort est la plus ancienne construction d'origine européenne en Afrique du Sud. Il remplaça une ancienne forteresse dénommé Redout Duijnhoop (en) fait d'argile et de bois, construit par le Néerlandais Jan van Riebeeck à son arrivée au cap de Bonne-Espérance en 1652. Le but de ces deux ouvrages était de servir de station de relais et de réapprovisionnement pour les bateaux effectuant le voyage entre les Provinces-Unies et les Indes orientales néerlandaises.
Au cours de l'année 1664, les tensions entre les Anglais et les Néerlandais s'accrurent avec des rumeurs de guerre imminente — la même année, le commandant Zacharias Wagenaer donna instruction de bâtir une forteresse pentagonale. Le 26 avril 1679, les cinq bastions furent dénommés d'après les titres principaux de Guillaume d'Orange : Leerdam à l'ouest, avec respectivement dans l'ordre des aiguilles d'une montre, Buren, Katzenelnbogen, Nassau et Oranje.
En 1682, une porte ferma le porche ouvert vers l'océan. Un clocher, situé au-dessus de l'entrée principale, fut construit en 1684 — la cloche originelle, la plus vieille d'Afrique du Sud, fut coulée à Amsterdam en 1697 par Claude Frémy et pèse exactement 300 kilogrammes. Elle était utilisée pour annoncer l'heure, ainsi que pour avertir les colons en cas de danger, pouvant être entendue à 10 kilomètres de distance. Elle était également utilisée pour avertir d'annonces importantes.

### Prison et quartier général
Une partie du château servit de prison durant la seconde guerre des Boers. L'espion boer Fritz Joubert Duquesne y fut notamment interné avant de s'évader. 
Il fut par ailleurs le quartier général local de l'Armée de terre sud-africaine au Cap-Occidental.

## Caractéristiques
À l'intérieur, le fort abrite une église, une boulangerie, différents métiers, des quartiers d'habitation, des magasins et des chambres. La peinture jaune sur les murs fut choisie pour sa faculté de ne pas emmagasiner la chaleur. 
Un mur intérieur divise le fort en deux pour constituer un rempart supplémentaire en cas d'attaque, et supporte également le Kat Balcony, dessiné par Louis-Michel Thibault, comprenant de sculptures d'Anton Anreith. L'original fut construit en 1695, mais il fut rebâti entre 1786 et 1790. 
De ce balcon, les annonces étaient faites aux soldats, esclaves et burghers de la Colonie. 
Le fort de Bonne Espérance abrite de nos jours le Castle Military Museum et des infrastructures pour les Traditional Cape Regiments (en).

## Un monument national
Le fort fut déclaré monument national en 1936. À la suite d'importantes restaurations intervenues dans les années 1980, le fort est désormais l'ouvrage construit par la Compagnie néerlandaise des Indes orientales (VOC) le mieux préservé.
La forme pentagonale distinctive fut représentée jusqu'en 2003 sur les drapeaux des South African Defence Force, ainsi que sur certains des insignes des officiers, de même que sur les avions des South African Air Force.

## Galerie

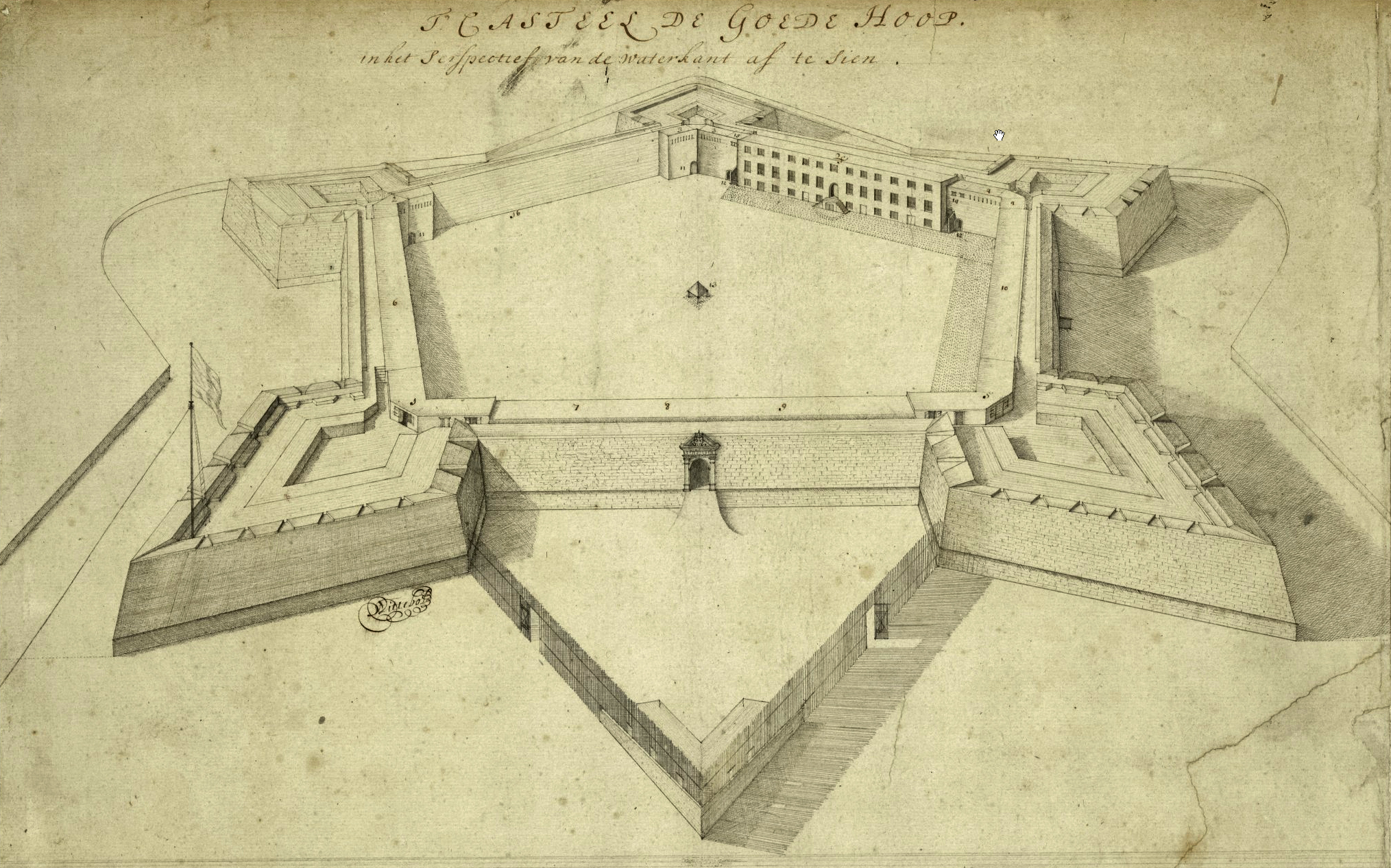
Dessin du fort de Bonne-Espérance en 1680
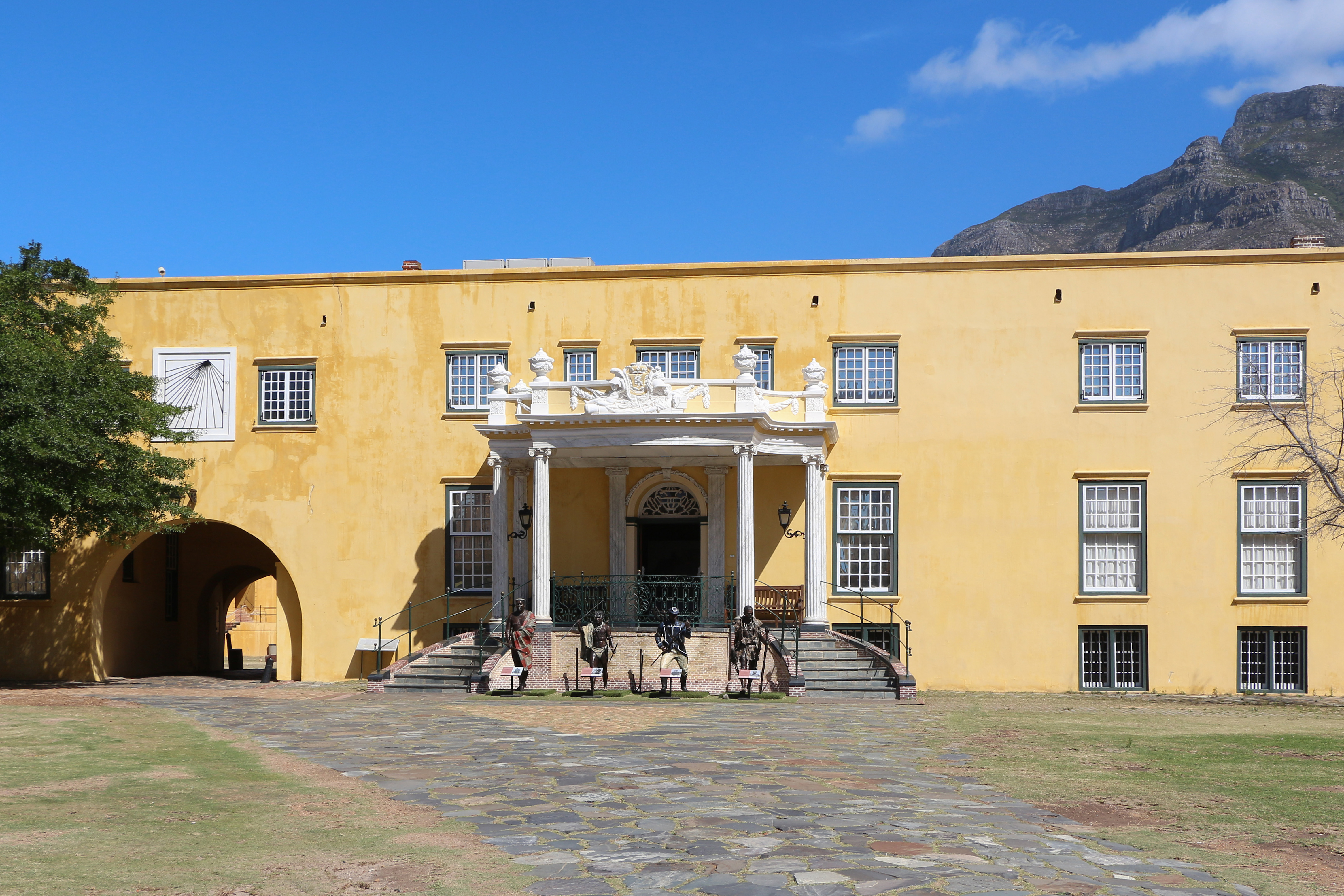
Entrée du bâtiment principal
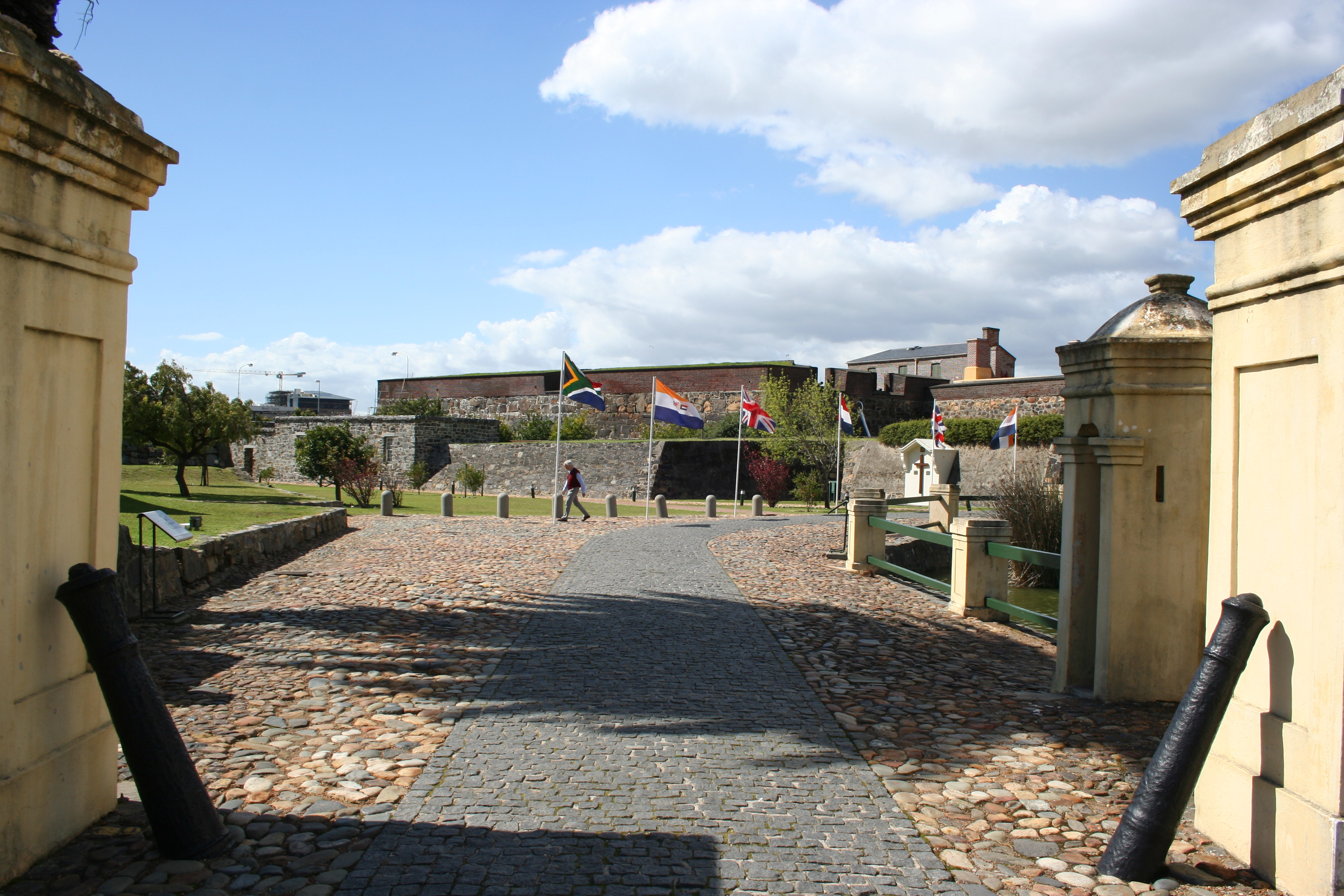
Entrée du fort
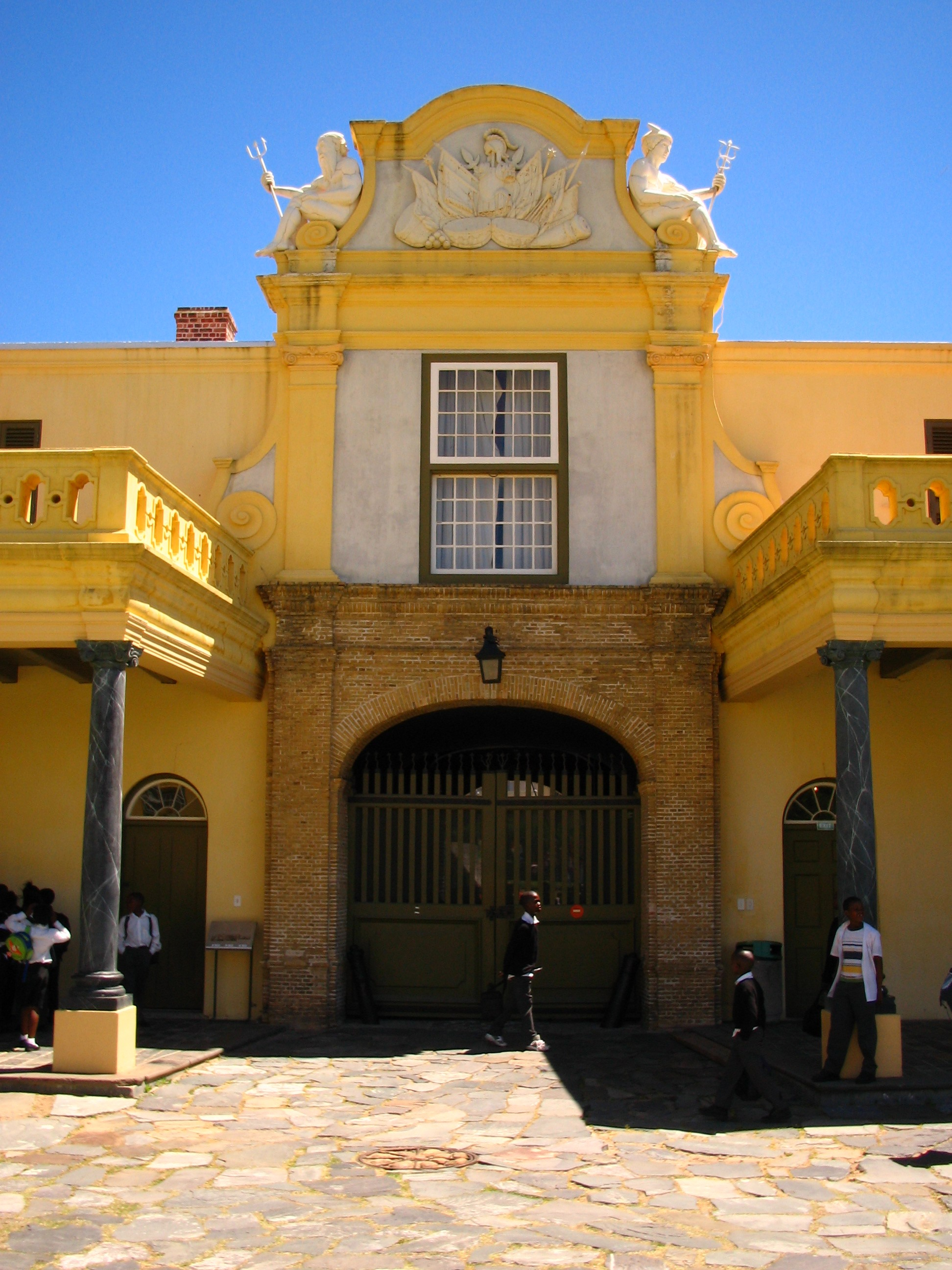
Vue de la porte intérieure du fort de Bonne-Espérance
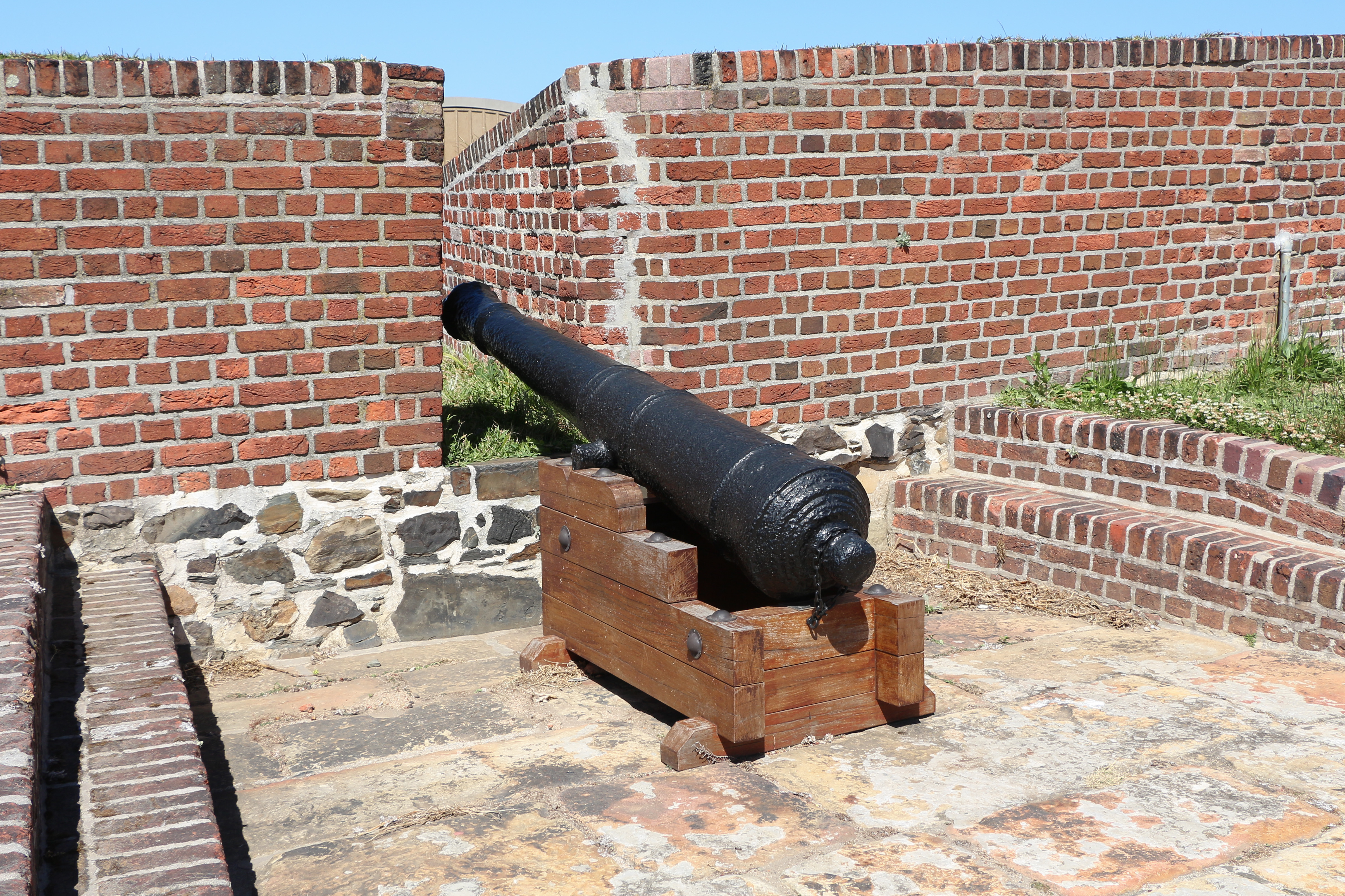
Un des canons du château
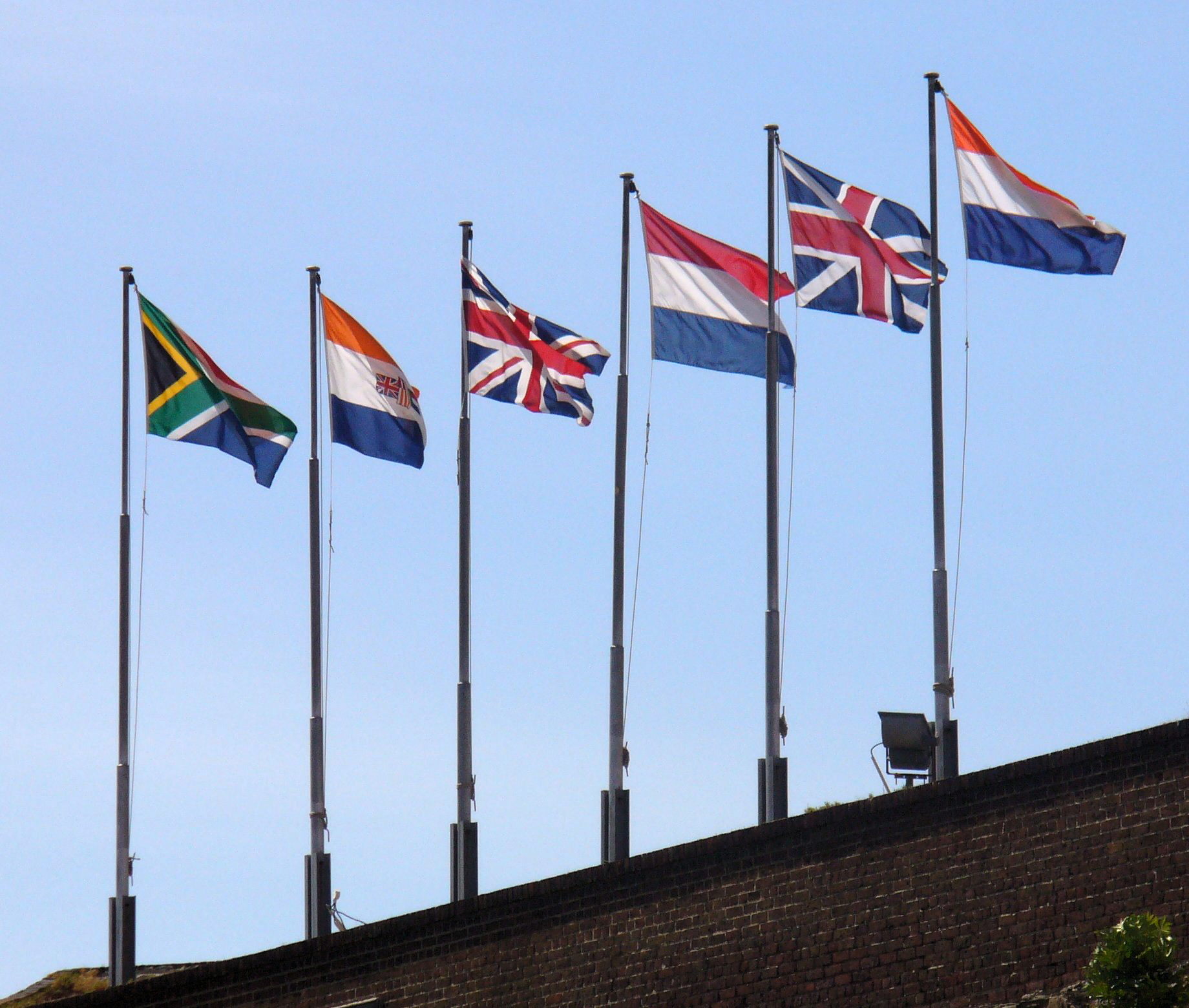
Les six drapeaux historiques de la colonie du Cap à la république d'Afrique du Sud dans leur ordre chronologique, le drapeau actuel figurant à gauche.
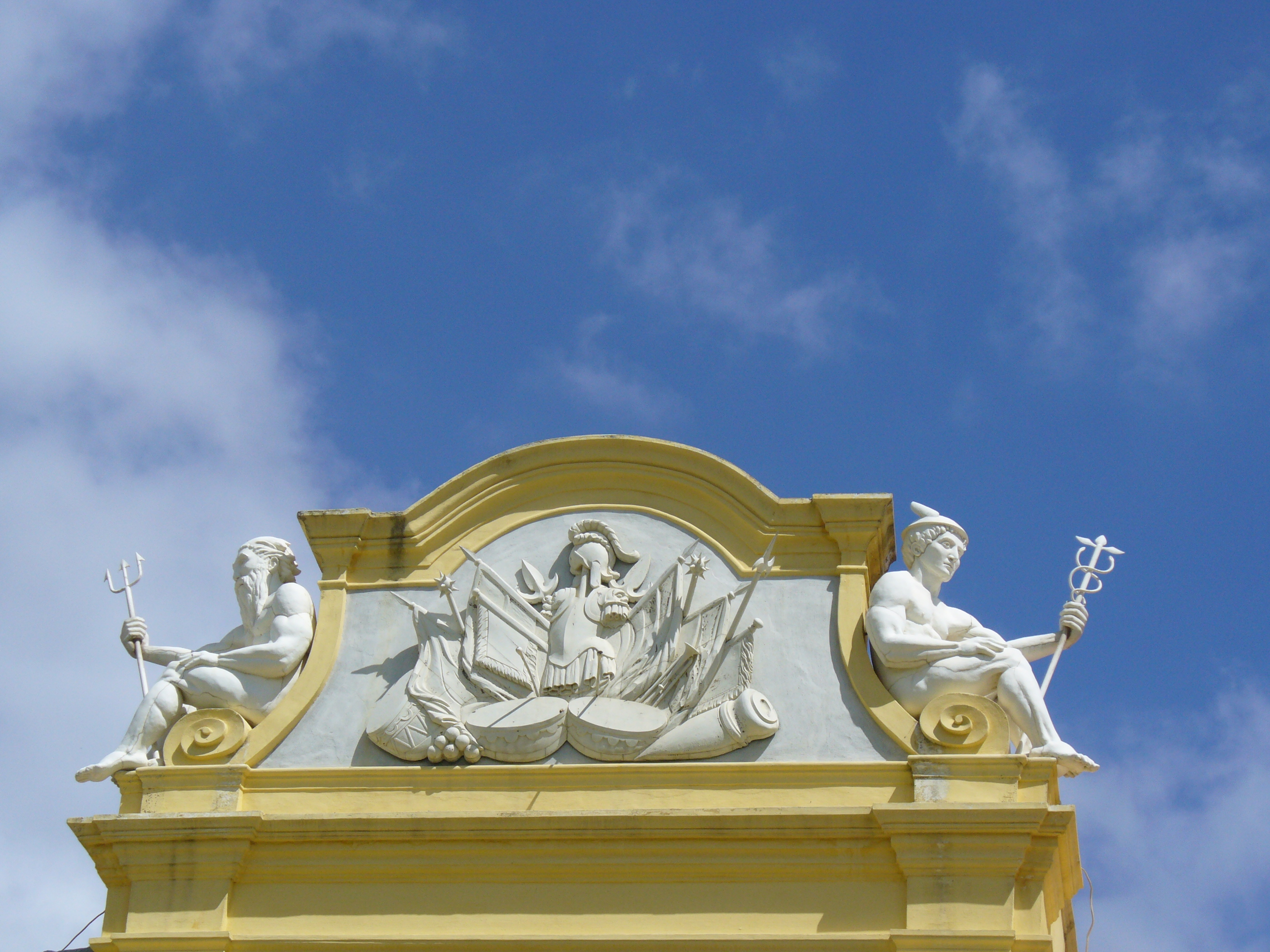
Frontispice au-dessus de l'entrée.